# Забербече
Забербече (пол. Zaberbecze) — село в Польщі, у гміні Лешна-Подляська Більського повіту Люблінського воєводства.
Населення — 118 осіб (2011).
У 1975-1998 роках село належало до Білопідляського воєводства.

## Демографія
Демографічна структура станом на 31 березня 2011 року:
|          | Загалом | Допрацездатний вік | Працездатний вік | Постпрацездатний вік |
| -------- | ------- | ------------------ | ---------------- | -------------------- |
| Чоловіки | 59      | 12                 | 41               | 6                    |
| Жінки    | 59      | 15                 | 31               | 13                   |
| Разом    | 118     | 27                 | 72               | 19                   |